# قديات
القُدِّيَّات أو الإسقلبينية (الاسم العلمي: Cottidae) هي فصيلة من الأسماك تتبع رتبة عقربيات البحر من طائفة الأسماك العظمية.

## أجناس
- القد